# Први илирски регуламент
Први илирски регуламент (лат. Regulamentum privilegiorum) је била збирка прописа, уредаба и наредби црквеног карактера које су се односиле на Србе у Хабзбуршкој монархији. Донет је током владавине царице Марије Терезије. Као датум издавања нови 27. септембар 1770. године, мада се са објављивањем и штампом започело 20. јуна 1771. године. Регуламент представља својеврсно укидање привилегија које су Срби стекли још током владавине Леополда I сводећи све што се тиче Срба на искључиво верска питања.

## Увод
По завршетку сабора у Карловцу из 1769. године на коме је за митрополита изабран Јован Ђорђевић, гроф Хадик поднео је извештај царици Марији Терезији. Извештај је прослеђен и Илирској дворској депутацији која на извештај није ставила никакве примедбе, али је на крају извештаја напоменула да ће водити бригу о томе да сва акта која се односе на народни сабор буду сређена и похрањена у савршеном реду. На то је уследила највиша царска резолуција коју је, поред Терезије, потписао и цар Јосиф. Наређено је да се све што је закључено на сабору сврста у одређене рубрике и склопи у једну збирку. Резолуција је недвосмислено налагала да се среде и обједине сви постојећи акти и прописи који се односе на илирске националне ствари. Дворска депутација је у својој представци од 30. марта 1770. године изложила царици да је она себи ставила у задатак да изради један "формални генерални норматив" који би требало да послужи као Регуламент за илирски неунијаћени клер и народ. Сви прописи које би садржао Регуламент били би засновани на привилегијама које су Срби добили од цара Леополда још након прве сеобе 1690. године. Депутација је истакла неопходност да се Регуламент јавно обзнани како би се по њему равнали не само Срби већ и војно-политичке власти у Краљевини Угарској. Гроф Хадик је председнику Илирске дворске депутације изразио своју сагласност истичући да је неопходно и штампање Регуламента. Против штампања и објављивања Регуламента била је Угарска дворска канцеларија, односно њен представник, Фон Ђери. Поново је на површину избило старо питање о положају Срба у Хабзбуршкој монархији и Угарској, односно да ли су Срби поданици Угарске или цара лично. Терезија није желела да се меша у спор између Илирске дворске депутације и Угарске дворске канцеларије, али је за себе задржала право коначне одлуке. 

### Извод из Регуламента
Терезија је заузела став да Регуламент треба бити сачињен и да га путем штампе треба учинити доступним само у оним тачкама које треба да буду познате целом народу, како би могао да зна како у одређеним случајевима треба да се понаша. Дворска депутација је приступила послу и поднела 27. септембра 1770. године затражени Извор из Регуламента. Поднет је предлог да се Регуламент штампа не само на немачком, него и на илирском и влашком језику. Терезија је одобрила поднесени Извод, али са напоменом да би га требало скратити и онда објавити само на латинском и илирском (српском) језику. Одмах се приступило штампању Регуламента и већ 17. јануара 1771. године Дворска депутација је одштампане примерке доставила одговарајућим дворским установама. Након свих провера, Терезија је издала налог да се Регуламент штампа 20. јуна 1771. године. Сам Регуламент као датум издавања носи 27. септембар 1770. године. 

## Садржина
Поред увода, Регуламент је садржао и десет одељака и један додатак на који се надовезује девет прилога. Одељци се састоје од 75 параграфа при чему 76. парагрф лини "додатак". Сам "Извод" обухвата свега 28 параграфа. Пун наслов Регуламента био је следећи: 
" Регуламент, сачињен на основу издатих највиших резолуција, као и онога што је на последњем илирском сабору разматрано и са царско-краљевским одобрењем утврђено, којег ће се од сада придржавати целокупно ниже и више свештенство у Краљевини Угарској, Хрватској, Славонији, Тамишком Банату, затим Горњокарловачком и Вараждинском генералату, као и у провинцијалним, војним и камералним дистриктима, као и што се њима одређују обавезе световног сталежа те вере према наредбама земаљских, месних и нижих органа власти. "
У уводу се указује на бригу која је владарка посветила овој нацији још откако се ова 1690. године населила у аустријским наследним земљама. У Изводу недостају и набројане привилегије од времена Леополда. Изостало је и место које говори о оснивању Илирске дворске канцеларије (1745) и Илирске дворске депутације (1747).
Први одељак одређује будућу примену привилегија додељених илирској нацији. Одређује да се појединац или народ, уколико је изложен притиску, може обратити одговарајућем магистрату или дикастерији. Други одељак дефинише зависност клера од нације. Трећи одељак односи се на митрополита који је врховни поглавар илирске нације само у црквеним стварима и никако не може бити поглавар нације у световним стварима. Четврти одељак посвећен је епископима; на који начин ће се убудуће попунити упражњене епископије. Пети одељак посвећен је протопрезвитерима. Шести одељак регулише положај свештеника (попова). У седмом се говори о магистратима. Осми одељак посвећен је уређењу конзисторије. Девети се односи на правосуђе. Десети се односи на увођење тривијалних и нижих школа, уређење илирске штампарије, прописује право сазивања народних сабора уз претходно добијено највише царско одобрење. 

## Последице
Први илирски регуламент свео је све што се тиче Срба на искључиво верска питања. Дочекан је крајње неповољно од црквене хијерархије, што је манифестовано на сабору из 1774. године. Он је сазван како би се одредио наследник преминулог митрполита Ђорђевића. На сабору је изабран епископ Вићентије Јовановић Видак, кандидат бечког двора. Убрзо се приступило разматрању Регуламента. Илирска дворска депутација је у неким стварима била тешко разочарана и изневерена у својим очекивањима. Она је саставила притужбе. Предате притужбе садржале су 31 тачку. Делом су се тачке односиле на привилегије, а делом на недавно сачињени Регуламент. Дворска депутација је присиљена да на основу напомена достављених са највишег места измени и модификује Регуламент. На тај начин је 1777. године настао Други илирски регуламент. 